# 7441 Láska
7441 Láska là một tiểu hành tinh vành đai chính với chu kỳ quỹ đạo là 1286.3850896 ngày (3.52 năm).
Nó được phát hiện ngày 30 tháng 7 năm 1995.